# 1995年フランス大統領選挙
1995年フランス大統領選挙（1995ねんフランスだいとうりょうせんきょ）は、フランス共和国の元首である大統領を選出するため、1995年4月23日と5月7日（第2回投票）に投票が行われたフランスの大統領選挙である。

## 概要
フランス共和国大統領の任期7年が満了したことに伴って実施された選挙である。フランスの大統領選挙は、第1回投票で過半数を得た候補者がいない場合、得票数上位2名の候補で第2回投票（決選投票）が行われる仕組みとなっており、最終的に左右両陣営に集約されていく傾向がある。2年前の国民議会選挙で大勝した保守勢力出身の大統領の誕生が予測され、保守政党である共和国連合のジャック・シラク候補が当選した。しかし、第1回投票では左派の最大勢力である社会党のリオネル・ジョスパン候補が首位に立ち、第2回投票でも善戦する予想外の結果となった。

## 争点
今回の選挙戦では前々回81年のイデオロギー対立や前回88年の社会正義とエリート支配の対立といった構図はなりを潜め、候補者の人柄など国家元首としてどの候補者が相応しいのかを問うイメージ選挙の様相が強くなった。
雇用問題はいずれの主要候補も優先課題として取り上げた。シラク候補は「失業者のための社会保障政策より景気回復を優先」する立場から「イニシアティブ雇用契約」という企業援助による雇用創出政策を、バラデュール候補も財政状況改善のための措置を伴った雇用政策や減税・雇用対策など、企業に対する支援に比重を置く政策を掲げた。これに対し、ジョスパン候補は都市郊外の再整備や低所得者向け住宅の建設、老人・身障者介護、環境保護などの社会福祉政策と結びつけた大型プロジェクトを提案し、労働者に対する社会保障政策に重点を置く政策を掲げた。
個別政策ではシラク候補が国民投票枠の拡大や大統領任期七年制の維持、徴兵期間短縮、核実験禁止の見直し、ヨーロッパ通貨統合の再検討などを掲げ、一方のジョスパン候補は大統領任期を五年に短縮、徴兵制度維持、核拡散防止条約延長、ヨーロッパ統合の積極的推進を主張し、両者のスタンスの違いが見られた。

## 候補者
立候補に必要な国会議員又は地方議員500名以上の署名を集めて候補者登録ができた最終的な立候補者は以下の通りである。
| 候補者名             | 候補者名                   | 所属党派                     | 備考                   |
| フランス語           | 読み（日本語）             | 所属党派                     | 備考                   |
| -------------------- | -------------------------- | ---------------------------- | ---------------------- |
| Edouard Balladur     | エドゥアール・バラデュール | RPR 共和国連合（反シラク派） | 首相                   |
| Jaques Cheminade     | ジャック・シュミナード     |                              |                        |
| Jacques Chirac       | ジャック・シラク           | RPR 共和国連合               |                        |
| Robert Hue           | ロベール・ユー             | PCF フランス共産党           | 共産党全国書記（党首） |
| Lionel Jospan        | リオネル・ジョスパン       | PS 社会党                    | 社会党第1書記（党首）  |
| Arlette Laguiller    | アルレット・ラギエ         | LO 労働者の闘争              |                        |
| Jean-Marie Le Pen    | ジャン＝マリー・ルペン     | FN 国民戦線                  | 国民戦線党首           |
| Philippe de Villiers | フィリップ・ドヴィリエ     | フランスのための運動         |                        |
| Dominique Voyer      | ドミニク・ヴォワネ         | 緑の党                       |                        |

## 選挙結果
|              | 第1回投票  | 第1回投票 | 第2回投票  | 第2回投票 |
|              | %          |           | %          |           |
| ------------ | ---------- | --------- | ---------- | --------- |
| 登録有権者数 | 39,993,954 |           | 39,976,944 |           |
| 投票者数     | 31,346,960 | 78.38     | 31,845,819 | 79.66     |
| 棄権         | 8,646,994  | 21.62     | 8,131,125  | 20.34     |
| 有効票       | 30,464,552 |           | 29,943,671 |           |
| 無効票       | 882,408    |           | 1,902,148  |           |

注：％部分の数字は、登録有権者を100とした場合の数字である。
| 当落 | 候補者名                                    | 所属党派                 | 第1回投票 （4月23日） | 第1回投票 （4月23日） | 第2回投票 （5月7日） | 第2回投票 （5月7日） |
| 当落 | 候補者名                                    | 所属党派                 | 得票                  | %                     | 得票                 | %                    |
| ---- | ------------------------------------------- | ------------------------ | --------------------- | --------------------- | -------------------- | -------------------- |
|      | Lionel Jospain リオネル・ジョスパン         | PS 社会党                | 7,098,191             | 23.30                 | 14,180,644           | 47.36                |
| 当選 | Jacques Chirac ジャック・シラク             | RPR 共和国連合           | 6,348,696             | 20.84                 | 15,763,027           | 52.64                |
|      | Edouard Balladur エドゥアール・バラデュール | RPR 共和国連合           | 5,658,996             | 18.58                 |                      |                      |
|      | Jan-Marie Le Pen ジャン＝マリー・ルペン     | FN 国民戦線              | 4,571,138             | 15.00                 |                      |                      |
|      | Robert Hue ロベール・ユー                   | PCF フランス共産党       | 2,632,936             | 8.64                  |                      |                      |
|      | Arlette Laguiller アルレット・ラギエ        | LO 労働者の闘争          | 1,615,653             | 5.30                  |                      |                      |
|      | Philippe de Villiers フィリップ・ドヴィリエ | MPF フランスのための運動 | 1,443,235             | 4.74                  |                      |                      |
|      | Dominique Voynet ドミニク・ヴォワネ         | Les Verts 緑の党         | 1,010,738             | 3.32                  |                      |                      |
|      | Jaques Cheminade ジャック・シュミナード     |                          | 84,969                | 0.28                  |                      |                      |
|      |                                             | 合計                     | 30,464,552            |                       | 29,943,671           |                      |

4月23日の第1回投票では、事前の世論調査などから首位が予想された共和国連合のシラク候補を抑えて社会党のジョスパン候補が首位に立った。ジョスパン候補とシラク候補の上位2名で争われた第2回投票ではシラク候補が首位になり当選を果たしたが、ジョスパン候補も左派勢力の票を集めて四割以上の票を集めて善戦した。そして第1回投票においてはシラクとジョスパン、バラデュールの主要三候補以外の候補者の得票が三割以上に達し、政権を担当する既成政党に対する批判が高いことを示す結果となった。得に極右政党の国民戦線党首であるルペン候補は、前回選挙（14.5％）よりも得票率を伸ばして15％を獲得し、国民戦線の政治的基盤の確立を誇示する結果となった。